# Évolet Aceves
Évolet Aceves (Toluca, 1994) é uma mulher transgênero, não binária, escritora, psicóloga, jornalista e fotógrafa mexicana. Também é professora na Universidade de Nova Iorque, colunista no portal de jornalismo online Pie de Página e colaboradora na Nexos, entre outros meios de comunicação.

## Trajetória
A escritora afirma que sua educação básica foi prejudicada pela crueldade e rejeição por parte de seus colegas. No entanto, essa repressão não ocorria somente na escola, mas também em casa.
Ela estudou psicologia na Universidade Autônoma do Estado do México e na Universidade de Varsóvia. Possui mestrado pela Universidade do Novo México, em Albuquerque, e trabalhou na Capgemini, Amazon e Microsoft.
Desde que começou a trabalhar como fotógrafa, realizou duas exposições individuais, enquanto o seu trabalho foi apresentado em feiras do livro e universidades da América do Norte e Europa.
Participou em Monstrua, uma antologia de dez escritoras mexicanas coordenada por Brenda Lozano e Gabriela Jáuregui em 2022.

## Estilo artístico
Sua escrita baseia-se no mistério, na fantasia, no erotismo, no horror, no desamor e na moda.
Além disso, a escritora declara que:
Meu romance é tanto uma declaração de intenções e defesa da comunidade dissidente de gênero, quanto uma sensibilização e aproximação da população às experiências dos grupos trans. Pois conto a partir de dois pontos de vista fundamentais: a infância e uma mulher adulta trans. A partir das vicissitudes que ela atravessa em uma sociedade machista e transfóbica.

## Influências
Algumas das influências que Évolet reconhece são Guadalupe Amor, Amparo Dávila, Guadalupe Dueñas, Inés Arredondo, Francisco Rojas González, Salvador Novo, Carlos Monsiváis, Xavier Villaurrutia e Margo Su.

## Publicações
- Tapizado corazón de orquídeas negras (2023)[10][11][12]

## Prêmios e reconhecimentos
Em 2021, foi premiada no concurso de ensaios Jesús Reyes Heroles pela Universidade Veracruzana e pela revista Praxis.